# Cromwell (Indiana)
Cromwell és una població dels Estats Units a l'estat d'Indiana. Segons el cens del 2000 tenia 452 habitants.

## Demografia
Segons el cens del 2000, Cromwell tenia 452 habitants, 180 habitatges, i 120 famílies. La densitat de població era de 581,7 habitants per km².
Dels 180 habitatges en un 35% hi vivien nens de menys de 18 anys, en un 48,9% hi vivien parelles casades, en un 12,2% dones solteres, i en un 33,3% no eren unitats familiars. En el 28,3% dels habitatges hi vivien persones soles el 12,2% de les quals corresponia a persones de 65 anys o més que vivien soles. El nombre mitjà de persones vivint en cada habitatge era de 2,51 i el nombre mitjà de persones que vivien en cada família era de 3,11.
Per edats la població es repartia de la següent manera: un 28,1% tenia menys de 18 anys, un 11,3% entre 18 i 24, un 28,1% entre 25 i 44, un 21% de 45 a 60 i un 11,5% 65 anys o més.
L'edat mediana era de 32 anys. Per cada 100 dones de 18 o més anys hi havia 84,7 homes.
La renda mediana per habitatge era de 38.438$ i la renda mediana per família de 43.750$. Els homes tenien una renda mediana de 32.422$ mentre que les dones 20.547$. La renda per capita de la població era de 15.664$. Entorn de l'11,7% de les famílies i el 14,7% de la població estaven per davall del llindar de pobresa.

## Poblacions més properes
El següent diagrama mostra les poblacions més properes.